# Академическая гребля на летних Олимпийских играх 1968 — двойки
Соревнования среди двоек распашных без рулевого по академической гребле среди мужчин на летних Олимпийских играх 1968 года прошли с 13 по 18 октября на одном из каналов, расположенном в районе Сочимилько, Мехико. В соревновании приняли участие 36 спортсменов из 18 стран. Действующие олимпийские чемпионы из Канады Джордж Хангерфорд и Роджер Джексон не принимали участие в соревнованиях. Хангерфорд после Игр в Токио завершил спортивную карьеру, а Джексон в Мехико выступал в зачёте одиночек.
Олимпийскими чемпионами 1968 года стали немецкие гребцы Хайнц-Юрген Боте и Йорг Лукке. Последний раз спортсмены из Германии выигрывали золото в двойках в 1928 году, когда чемпионами стали Курт Мёштер и Бруно Мюллер. Серебряная награда досталась американским гребцам Ларри Хафу и Тони Джонсону. Бронзовые награды завоевали представители Дании Петер Кристиансен и Иб Ларсен.

## Призёры
| Золото                              | Серебро                        | Бронза                                |
| ГДР · Хайнц-Юрген Боте · Йорг Лукке | США · Ларри Хаф · Тони Джонсон | Дания · Петер Кристиансен · Иб Ларсен |

## Рекорды
До начала летних Олимпийских игр 1968 года лучшее олимпийское время было следующим:
| Лучшее олимпийское время | Спортсмены                               | Время   | Место | Дата            |
| ------------------------ | ---------------------------------------- | ------- | ----- | --------------- |
| Лучшее олимпийское время | СССР · Валентин Борейко · Олег Голованов | 7:02,01 | Рим   | 3 сентября 1960 |

По итогам соревнований ни одному из экипажей не удалось превзойти данный результат.

## Расписание
| Дата       | Раунд                  |
| ---------- | ---------------------- |
| 13 октября | Предварительные заезды |
| 15 октября | Отборочные заезды      |
| 17 октября | Полуфиналы             |
| 18 октября | Финал B                |
| 18 октября | Финал A                |

## Результаты

### Предварительный этап
Первые два экипажа из каждого заезда проходили в полуфинал соревнований. Все остальные спортсмены попадали в утешительные заезды, где были разыграны ещё шесть полуфинальных мест.

#### Заезд 1
| Место | Спортсмены                  | Страна     | Время   | Отставание | Примечания |
| ----- | --------------------------- | ---------- | ------- | ---------- | ---------- |
| 1     | Рул Рёйненбюрг Рюд Стоквис  | Нидерланды | 7:14,50 | +0,00      | SF         |
| 2     | Петер Кристиансен Иб Ларсен | Дания      | 7:23,51 | +9,01      | SF         |
| 3     | Хайнц-Юрген Боте Йорг Лукке | ГДР        | 7:30,08 | +15,58     | R          |
| 4     | Фред Рюссли Вернер Цвимпфер | Швейцария  | 7:36,91 | +22,41     | R          |
| 5     | Эннио Фермо Марино Специя   | Италия     | 7:42,81 | +28,31     | R          |
| 6     | Гюнтер Карл Франц Хельд     | ФРГ        | 7:45,49 | +30,99     | R          |

#### Заезд 2
| Место | Спортсмены                       | Страна  | Время   | Отставание | Примечания |
| ----- | -------------------------------- | ------- | ------- | ---------- | ---------- |
| 1     | Дитер Эбнер Дитер Лосерт         | Австрия | 7:31,29 | +0,00      | SF         |
| 2     | Рожер Шателе Жан-Пьерр Дриве     | Франция | 7:34,42 | +3,13      | SF         |
| 3     | Альфонс Слюсарский Ежи Бронец    | Польша  | 7:45,51 | +14,22     | R          |
| 4     | Фернандо Шеффлер Роберто Фридрих | Мексика | 7:48,28 | +16,99     | R          |
| 5     | Эралио Кабрера Норхе Марреро     | Куба    | 7:51,94 | +20,65     | R          |
| 6     | Джон Улиндер Лайл Гэтли          | Канада  | 7:55,10 | +23,81     | R          |

#### Заезд 3
| Место | Спортсмены                          | Страна    | Время   | Отставание | Примечания |
| ----- | ----------------------------------- | --------- | ------- | ---------- | ---------- |
| 1     | Ларри Хаф Тони Джонсон              | США       | 7:19,92 | +0,00      | SF         |
| 2     | Дэвид Ремейдж Пол Гест              | Австралия | 7:24,66 | +4,74      | SF         |
| 3     | Ласло Ромвари Андраш Пальи          | Венгрия   | 7:33,31 | +13,39     | R          |
| 4     | Аполинарис Григас Владимир Рикконен | СССР      | 7:35,61 | +15,69     | R          |
| 5     | Пекка Сильвандер Кауко Хяннинен     | Финляндия | 7:37,34 | +17,42     | R          |
| 6     | Хосе Сихот Эстебан Массейлот        | Уругвай   | 7:42,35 | +22,43     | R          |

### Отборочный этап
Первые три экипажа из каждого заезда проходили в полуфинал соревнований. Остальные сборные выбывали из борьбы за медали.

#### Заезд 1
| Место | Спортсмены                       | Страна    | Время   | Отставание | Примечания |
| ----- | -------------------------------- | --------- | ------- | ---------- | ---------- |
| 1     | Хайнц-Юрген Боте Йорг Лукке      | ГДР       | 7:21,92 | +0,00      | SF         |
| 2     | Эннио Фермо Марино Специя        | Италия    | 7:23,77 | +1,85      | SF         |
| 3     | Ласло Ромвари Андраш Пальи       | Венгрия   | 7:26,39 | +4,47      | SF         |
| 4     | Джон Улиндер Лайл Гэтли          | Канада    | 7:33,46 | +11,54     |            |
| 5     | Пекка Сильвандер Кауко Хяннинен  | Финляндия | 7:40,50 | +18,58     |            |
| 6     | Фернандо Шеффлер Роберто Фридрих | Мексика   | 7:43,38 | +21,46     |            |

#### Заезд 2
| Место | Спортсмены                          | Страна    | Время   | Отставание | Примечания |
| ----- | ----------------------------------- | --------- | ------- | ---------- | ---------- |
| 1     | Фред Рюссли Вернер Цвимпфер         | Швейцария | 7:26,33 | +0,00      | SF         |
| 2     | Гюнтер Карл Франц Хельд             | ФРГ       | 7:31,91 | +5,58      | SF         |
| 3     | Альфонс Слюсарский Ежи Бронец       | Польша    | 7:35,81 | +9,48      | SF         |
| 4     | Хосе Сихот Эстебан Массейлот        | Уругвай   | 7:37,95 | +11,62     |            |
| 5     | Эралио Кабрера Норхе Марреро        | Куба      | 7:50,88 | +14,55     |            |
| 6     | Аполинарис Григас Владимир Рикканен | СССР      | DNF     | DNF        |            |

### Полуфиналы
Первые три экипажа из каждого заезда проходили в финал соревнований. Все остальные спортсмены попадали в финал B, где разыгрывали места с 7-го по 12-е.

#### Заезд 1
| Место | Спортсмены                    | Страна     | Время   | Отставание | Примечания |
| ----- | ----------------------------- | ---------- | ------- | ---------- | ---------- |
| 1     | Рул Рёйненбюрг Рюд Стоквис    | Нидерланды | 7:15,51 | +0,00      | FA         |
| 2     | Дитер Эбнер Дитер Лосерт      | Австрия    | 7:15,53 | +0,02      | FA         |
| 3     | Фред Рюссли Вернер Цвимпфер   | Швейцария  | 7:16,09 | +0,58      | FA         |
| 4     | Дэвид Ремейдж Пол Гест        | Австралия  | 7:17,09 | +1,58      | FB         |
| 5     | Эннио Фермо Марино Специя     | Италия     | 7:29,75 | +14,24     | FB         |
| 6     | Альфонс Слюсарский Ежи Бронец | Польша     | 7:40,10 | +24,59     | FB         |

#### Заезд 2
| Место | Спортсмены                   | Страна  | Время   | Отставание | Примечания |
| ----- | ---------------------------- | ------- | ------- | ---------- | ---------- |
| 1     | Ларри Хаф Тони Джонсон       | США     | 7:21,50 | +0,00      | FA         |
| 2     | Петер Кристиансен Иб Ларсен  | Дания   | 7:24,98 | +3,48      | FA         |
| 3     | Хайнц-Юрген Боте Йорг Лукке  | ГДР     | 7:32,16 | +10,66     | FA         |
| 4     | Рожер Шателе Жан-Пьерр Дриве | Франция | 7:43,79 | +22,29     | FB         |
| 5     | Ласло Ромвари Андраш Пальи   | Венгрия | 7:45,73 | +24,23     | FB         |
| 6     | Гюнтер Карл Франц Хельд      | ФРГ     | 7:53,06 | +31,56     | FB         |

### Финалы

#### Малый
| Место | Спортсмены                    | Страна    | Время   | Отставание | Итоговое место |
| ----- | ----------------------------- | --------- | ------- | ---------- | -------------- |
| 1     | Дэвид Ремейдж Пол Гест        | Австралия | 7:19,49 | +0,00      | 7              |
| 2     | Альфонс Слюсарский Ежи Бронец | Польша    | 7:22,89 | +3,40      | 8              |
| 3     | Ласло Ромвари Андраш Пальи    | Венгрия   | 7:26,00 | +6,51      | 9              |
| 4     | Эннио Фермо Марино Специя     | Италия    | 7:32,50 | +13,01     | 10             |
| 5     | Рожер Шателе Жан-Пьерр Дриве  | Франция   | 7:37,64 | +18,15     | 11             |
| 6     | Гюнтер Карл Франц Хельд       | ФРГ       | 7:40,88 | +21,39     | 12             |

#### Финал А
Основными фаворитами олимпийского турнира являлись действующие чемпионы Европы и Панамериканских игр гребцы из США Ларри Хаф и Тони Джонсон.
В финальном заезде лучше всего старт удался австрийским гребцам, которые к отметке 250 метров лидировали, опережая гребцов из Дании почти на секунду. К середине дистанции австрийцы ещё немного увеличили отрыв, а на второе место поднялись спортсмены из ГДР. Начиная со второй половины заезда немецкие и американские гребцы серьёзно увеличили темп, выйдя в лидеры соревнований. Третьими с небольшими отрыв шли гребцы из Нидерландов. Заключительный отрезок сильнее всех прошли Хайнц-Юрген Боте и Йорг Лукке, выигравшие у Хафа и Джонсона почти секунду. Победитель заезда определялся с помощью фотофиниша, который показал преимущество немецкого экипажа над американцами в 0,15 с. Голландский экипаж не смог завершить дистанцию и в итоге бронзовую награду завоевали спортсмены из Дании.
| Место | Спортсмены                  | Страна     | Время   | Отставание |
| ----- | --------------------------- | ---------- | ------- | ---------- |
| 1     | Хайнц-Юрген Боте Йорг Лукке | ГДР        | 7:26,56 | +0,00      |
| 2     | Ларри Хаф Тони Джонсон      | США        | 7:26,71 | +0,15      |
| 3     | Петер Кристиансен Иб Ларсен | Дания      | 7:31,84 | +5,28      |
| 4     | Дитер Эбнер Дитер Лосерт    | Австрия    | 7:41,80 | +15,24     |
| 5     | Фред Рюссли Вернер Цвимпфер | Швейцария  | 7:46,79 | +20,23     |
| 6     | Рул Рёйненбюрг Рюд Стоквис  | Нидерланды | DNF     | DNF        |